# 스미다 다카히코
스미다 다카히코(일본어: 住田 貴彦, 1991년 3월 12일 ~ )는 일본의 전 축구 선수이다.

## 구단 경력
과거 오이타 트리니타, 가이나레 돗토리, 그루자 모리오카에서 활동하였다.